# Deutsche Fechtmeisterschaften 1998
Bei den Deutschen Fechtmeisterschaften 1998 wurden Einzel- und Mannschaftswettbewerbe in den Disziplinen Herrendegen, Herrensäbel und Herrenflorett ausgetragen. Bei den Damen wurde neben Florett auch Degen gefochten, Meisterschaften im Damensäbel gab es erstmals 1999. Da es im Einzel kein Gefecht um den dritten Platz gab, teilten sich diesen die beiden Halbfinalisten. Die Meisterschaften wurden vom Deutschen Fechter-Bund organisiert.

## Herren

### Florett (Einzel)
| Platz | Sportler         | Verein                |
| ----- | ---------------- | --------------------- |
| 1     | Pawel Warzycha   | FC Tauberbischofsheim |
| 2     | Wolfgang Wienand | OFC Bonn              |
| 3     | Uwe Römer        | FC Tauberbischofsheim |
| 3     | Ralf Bißdorf     | Heidenheimer SB       |

### Florett (Mannschaft)
| Platz | Verein                | Sportler |
| ----- | --------------------- | -------- |
| 1     | FC Tauberbischofsheim |          |
| 2     | OFC Bonn              |          |
| 3     | Heidenheimer SB       |          |

### Degen (Einzel)
| Platz | Sportler         | Verein                  |
| ----- | ---------------- | ----------------------- |
| 1     | Arnd Schmitt     | TSV Bayer 04 Leverkusen |
| 2     | Michael Flegler  | FC Tauberbischofsheim   |
| 3     | Patrick Draenert | Heidenheimer SB         |
| 3     | Oliver Lücke     | OFC Bonn                |

### Degen (Mannschaft)
| Platz | Verein                  | Sportler |
| ----- | ----------------------- | -------- |
| 1     | Heidenheimer SB         |          |
| 2     | TSV Bayer 04 Leverkusen |          |
| 3     | FC Tauberbischofsheim   |          |

### Säbel (Einzel)
| Platz | Sportler          | Verein                |
| ----- | ----------------- | --------------------- |
| 1     | Steffen Wiesinger | FC Tauberbischofsheim |
| 2     | Michael Huchwajda | FC Tauberbischofsheim |
| 3     | Phillip Kruck     | FC Tauberbischofsheim |
| 3     | Mark Zimmermann   | TSG Eislingen         |

### Säbel (Mannschaft)
| Platz | Verein                | Sportler |
| ----- | --------------------- | -------- |
| 1     | TSG Eislingen         |          |
| 2     | TSV Bayer Dormagen    |          |
| 3     | FC Tauberbischofsheim |          |

## Damen

### Florett (Einzel)
| Platz | Sportler     | Verein                |
| ----- | ------------ | --------------------- |
| 1     | Monika Weber | OFC Bonn              |
| 2     | Sabine Bau   | FC Tauberbischofsheim |
| 3     | Simone Bauer | FC Tauberbischofsheim |
| 3     | Erika Weber  | OFC Bonn              |

### Florett (Mannschaft)
| Platz | Verein                | Sportler |
| ----- | --------------------- | -------- |
| 1     | FC Tauberbischofsheim |          |
| 2     | TSV Bayer Dormagen    |          |
| 3     | ETuF Essen            |          |

### Degen (Einzel)
| Platz | Sportler         | Verein              |
| ----- | ---------------- | ------------------- |
| 1     | Claudia Bokel    | OFC Bonn            |
| 2     | Imke Duplitzer   | Heidenheimer SB     |
| 3     | Katja Nass       | Fechtclub Offenbach |
| 3     | Kristina Ophardt | Fechtclub Offenbach |

### Degen (Mannschaft)
| Platz | Verein                | Sportler                                             |
| ----- | --------------------- | ---------------------------------------------------- |
| 1     | Fechtclub Offenbach   | Katja Nass Kristina Ophardt Haamel Kerstin Ackermann |
| 2     | OFC Bonn              |                                                      |
| 3     | FC Tauberbischofsheim |                                                      |